# Maria Jepsen
Pour les articles homonymes, voir Jepsen.
Maria Jepsen (née le 19 janvier 1945 à Bad Segeberg) est une pasteure et évêque luthérienne allemande. Elle a été nommée évêque de Hambourg au sein de l'Église protestante luthérienne du nord de l'Elbe le 4 avril 1992, ce qui fait d'elle première femme au monde consacrée évêque luthérienne. 
Après avoir exercé un premier mandat de dix ans comme évêque de Hambourg, Maria Jepsen est reconduite dans ces fonctions. Elle démissionne cependant le 16 juillet 2010, après avoir été accusée de n'avoir pas réagi dans une affaire d'abus sexuels commis par un pasteur de son diocèse.